# Zapuže pri Kostelu
Zapuže pri Kostelu este o localitate din comuna Kostel, Slovenia, cu o populație de 5 locuitori.